# Břehov
Břehov település Csehországban, a České Budějovice-i járásban. Břehov Radošovice, Sedlec, Žabovřesky, Dubné, Pištín és Čejkovice településekkel határos. Lakosainak száma 171 fő (2024. január 1.).

## Népesség
A település lakosságának változását az alábbi diagram mutatja:
| Lakosok száma | 211  | 255  | 234  | 150  | 118  | 108  | 160  | 159  | 173  | 171  |
|               | 1869 | 1890 | 1921 | 1950 | 1980 | 2001 | 2017 | 2019 | 2022 | 2024 |